# Эмиграция из Российской империи

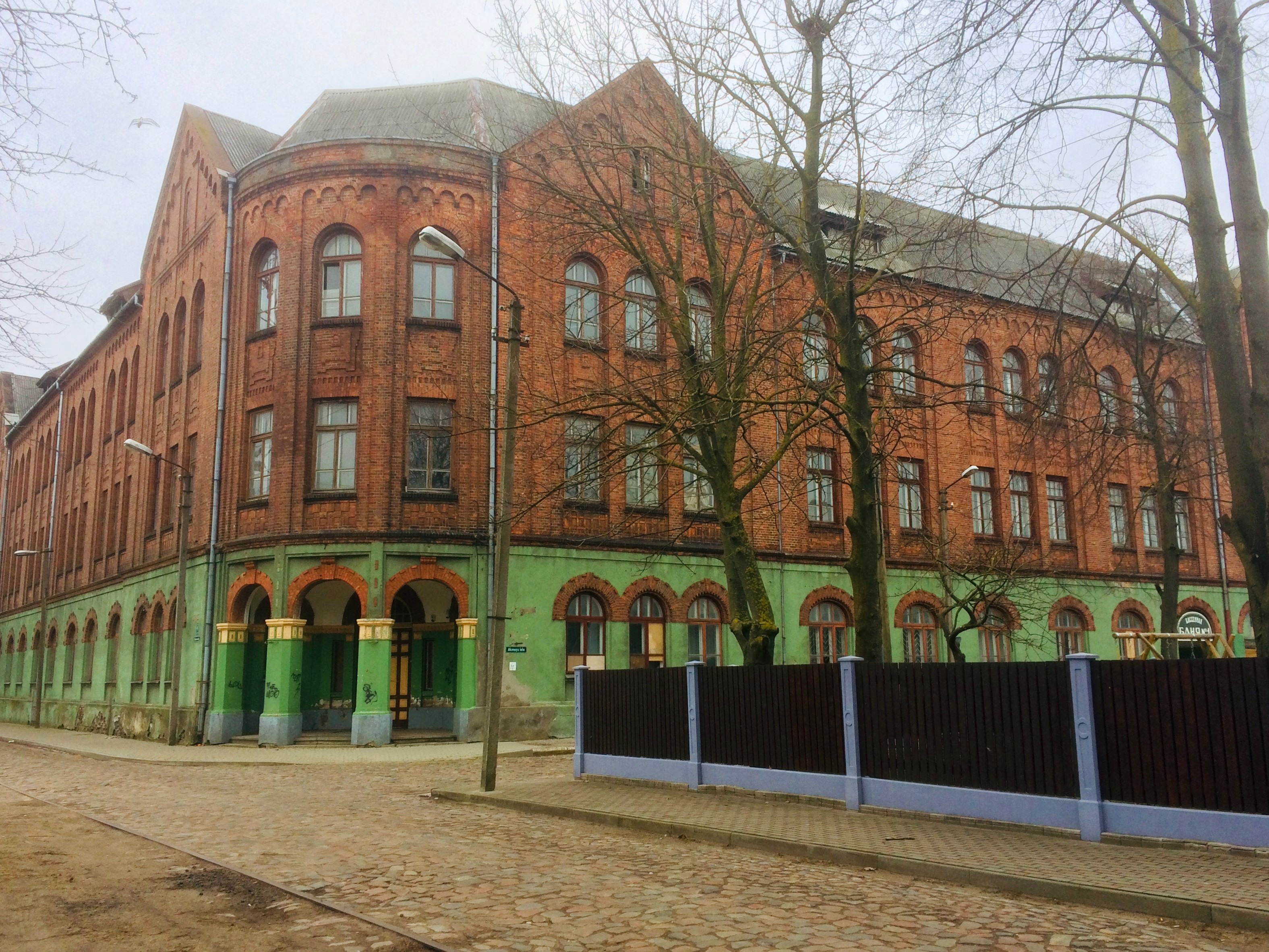
Эмигрантский дом (Лиепая, Латвия)

Эмиграция из Российской империи — дореволюционная эмиграция из России, которую обычно делят на трудовую (экономическую), религиозную, еврейскую (она также может рассматриваться как религиозная) и политическую.
Трудовая (экономическая) эмиграция была самой массовой. За 1851—1915 годы Российскую империю покинуло, переселившись, в основном, в США и Канаду, 4,5 млн человек, в основном крестьян, ремесленников и чернорабочих. При этом большая часть из них были жителями не России в её нынешних границах, а современных Украины, Белоруссии, Молдавии, стран Прибалтики, а также Польши. Число этнических русских, покинувших Российскую империю в дореволюционный период, оценивается в 500 000 человек.
Более 40 % эмигрантов из Российской империи составляли евреи. За 1881—1912 годы, по данным Ц. Гительмана, из Российской империи эмигрировало 1 889 тысяч евреев, из них 84 % — в США, 8,5 % — в Великобританию, 2,2 % — в Канаду и 2,1 % — в Палестину (Первая алия, Вторая алия).
Религиозная эмиграция из Российской империи началась в самом конце XIX века, когда около 7,5 тысячи духоборов переселились в Канаду и США. В 1900-е годы в США переселилось 3,5 тысячи молокан.
Политическая эмиграция была количественно небольшой, но имела важное значение. Только в Европе политические эмигранты из России издавали между 1855 и 1917 годами 287 наименований газет и журналов.
На рубеже XX века поток эмигрантов из Российской империи в Европу и Новый свет имел внушительные масштабы, по официальным данным в 1881—1910 годах только в США эмигрировали 2 315 868 человек, выезжали они в основном через Восточную Пруссию, а через западные порты Российской империи проходило только 20-25 % этого потока, что тем не менее составляло более 100 тыс. человек в некоторые годы. Перевозка эмигрантов морем и через океан осуществлялась пассажирскими и грузопассажирскими пароходами совершавшими регулярные рейсы по определённому маршруту (линия). Крупнейшим таким маршрутом на западе Российской империи являлась «Русско-американская линия» которой с 1900 года управляло «Русскоe Восточно-Азиатское Пароходство», а в 1906—1908 годах на той же линии работали пароходы общества «Добровольный флот».
В 1913 году «Русское Северо-Западное Пароходство» построило в Либаве эмигрантский дом для временного размещения эмигрантов, ожидающих свои пароходы, которые могли задерживаться из-за штормов, незапланированных заходов в попутные порты или технических проблем.